# Fußballclub Ingolstadt 04 2022-2023
Questa voce raccoglie le informazioni riguardanti il Fußballclub Ingolstadt 04 nelle competizioni ufficiali della stagione 2022-2023.

## Stagione
Nella stagione 2022-2023 il Ingolstadt, allenato da Rüdiger Rehm, Guerino Capretti e Michael Köllner, concluse il campionato di 3. Liga all'11º posto. In Coppa di Germania il Ingolstadt fu eliminato al primo turno dal Darmstadt. In Coppa Baviera il Ingolstadt perse la finale con l'Illertissen.

## Rosa
| N. |                               | Ruolo | Calciatore         |
| -- | ----------------------------- | ----- | ------------------ |
| 1  | Germania (bandiera)           | P     | Marius Funk        |
| 3  | Germania (bandiera)           | D     | Dominik Franke     |
| 6  | Germania (bandiera)           | C     | Rico Preißinger    |
| 7  | Kosovo (bandiera)             | A     | Valmir Sulejmani   |
| 8  | Germania (bandiera)           | C     | Tim Civeja         |
| 9  | Germania (bandiera)           | A     | Patrick Schmidt    |
| 10 | Germania (bandiera)           | A     | Max Dittgen        |
| 11 | Danimarca (bandiera)          | A     | Tobias Bech        |
| 14 | Ghana (bandiera)              | C     | Hans Nunoo Sarpei  |
| 15 | Serbia (bandiera)             | D     | Nikola Stevanović  |
| 16 | Macedonia del Nord (bandiera) | D     | Visar Musliu       |
| 17 | Germania (bandiera)           | D     | Calvin Brackelmann |
| 20 | Stati Uniti (bandiera)        | A     | Jalen Hawkins      |
| 21 | Germania (bandiera)           | C     | Tobias Schröck     |
| 22 | Germania (bandiera)           | D     | Marcel Costly      |

| N. |                        | Ruolo | Calciatore           |
| -- | ---------------------- | ----- | -------------------- |
| 23 | Germania (bandiera)    | C     | Denis Linsmayer      |
| 25 | Germania (bandiera)    | A     | Arian Llugiqi        |
| 27 | Guinea (bandiera)      | A     | Moussa Doumbouya     |
| 29 | Polonia (bandiera)     | A     | David Kopacz         |
| 31 | Stati Uniti (bandiera) | A     | Justin Butler        |
| 37 | Germania (bandiera)    | A     | Pascal Testroet      |
| 38 | Germania (bandiera)    | D     | Maximilian Neuberger |
| 40 | Germania (bandiera)    | P     | Markus Ponath        |
| 41 | Germania (bandiera)    | P     | Enrique Bösl         |
| 42 | Nigeria (bandiera)     | D     | Donald Nduka         |
| 43 | Germania (bandiera)    | C     | Felix Keidel         |
| 45 | Germania (bandiera)    | D     | Thomas Rausch        |
| 46 | Germania (bandiera)    | P     | Maurice Dehler       |
| 47 | Germania (bandiera)    | D     | David Udogu          |
| 48 | Germania (bandiera)    | A     | Jeroen Krupa         |

## Organigramma societario
Area tecnica
- Allenatore: Michael Köllner
- Allenatore in seconda: Thomas Karg, Maniyel Nergiz
- Preparatore dei portieri: Robert Wulnikowski
- Preparatori atletici: Luca Schuster

## Calciomercato

### Sessione estiva
| Acquisti | Acquisti           | Acquisti          | Acquisti |
| R.       | Nome               | da                | Modalità |
| -------- | ------------------ | ----------------- | -------- |
| A        | Tobias Bech        | Viborg            |          |
| D        | Calvin Brackelmann | Lubecca           |          |
| A        | Justin Butler      | Waldhof Mannheim  |          |
| C        | Tim Civeja         | Augusta           |          |
| D        | Marcel Costly      | Waldhof Mannheim  |          |
| P        | Maurice Dehler     | Ingolstadt 04 II  |          |
| A        | Max Dittgen        | St. Pauli         |          |
| A        | Moussa Doumbouya   | Hannover 96       |          |
| P        | Marius Funk        | Greuther Fürth    |          |
| A        | Jalen Hawkins      | Saarbrücken       |          |
| A        | David Kopacz       | Kickers Würzburg  |          |
| A        | Pascal Testroet    | Sandhausen        |          |
| D        | David Udogu        | Ingolstadt 04 U19 |          |

| Cessioni | Cessioni             | Cessioni             | Cessioni |
| R.       | Nome                 | a                    | Modalità |
| -------- | -------------------- | -------------------- | -------- |
| C        | Merlin Röhl          | Friburgo             |          |
| C        | Georgios Pintidis    | Villingen            |          |
| D        | Nils Röseler         | Roda JC              |          |
| C        | Yassin Ben Balla     | Darmstadt            |          |
| C        | Filip Bilbija        | Amburgo              |          |
| D        | Fabian Cavadias      | Schweinfurt 05       |          |
| A        | Dennis Eckert-Ayensa | Union Saint-Gilloise |          |
| C        | Christian Gebauer    | Arminia Bielefeld    |          |
| A        | Fatih Kaya           | Sint-Truiden         |          |
| C        | Thomas Keller        | Heidenheim           |          |
| A        | Stefan Kutschke      | Dinamo Dresda        |          |
| A        | Arian Llugiqi        | Ingolstadt 04 II     |          |
| A        | Florian Pick         | Heidenheim           |          |
| D        | Andreas Poulsen      | Aalborg              |          |
| P        | Dejan Stojanović     | Jahn Ratisbona       |          |
| A        | Michael Udebuluzor   | Ingolstadt 04 II     |          |

### Sessione invernale
| Acquisti | Acquisti | Acquisti | Acquisti |
| R.       | Nome     | da       | Modalità |
| -------- | -------- | -------- | -------- |

| Cessioni | Cessioni        | Cessioni   | Cessioni |
| R.       | Nome            | a          | Modalità |
| -------- | --------------- | ---------- | -------- |
| D        | Nico Antonitsch | Elversberg |          |

## Risultati

### 3. Liga

#### Girone di andata
| Arbitro: | Kessel |

|            |           |  |
| Schmidt 5’ | Marcatori |  |

| Arbitro: | Bauer |

|  |           |                                                     |
|  | Marcatori | 32’ Schmidt 45’ (rig.) Testroet 55’ Röhl 66’ Sarpei |

| Arbitro: | Alt |

|  |           |         |
|  | Marcatori | 6’ Röhl |

| Ingolstadt 13 agosto 2022, ore 14:00 CEST 4ª giornata | Ingolstadt 04 | 0 – 0 referto | Saarbrücken | Audi-Sportpark (4 366 spett.)\| Arbitro: \| Winter \| |
| Arbitro:                                              | Winter        |               |             |                                                       |

| Arbitro: | Erbst |

|                                  |           |               |
| Bastians 9’ (rig.) Engelmann 32’ | Marcatori | 84’, 88’ Bech |

| Arbitro: | Exner |

|               |           |                                             |
| Bech 21’, 37’ | Marcatori | 39’ Gürleyen 66’ Hollerbach 73’ (aut.) Funk |

| Arbitro: | Benen |

|          |           |  |
| Kehl 55’ | Marcatori |  |

| Arbitro: | Braun |

|          |           |  |
| Bech 69’ | Marcatori |  |

| Arbitro: | Lechner |

|             |           |              |
| Kutschke 2’ | Marcatori | 25’ Testroet |

| Ingolstadt 3 ottobre 2022, ore 19:00 CEST 10ª giornata | Ingolstadt 04 | 0 – 0 referto | Zwickau | Audi-Sportpark (4 133 spett.)\| Arbitro: \| Fuchs \| |
| Arbitro:                                               | Fuchs         |               |         |                                                      |

| Arbitro: | Brand |

|                 |           |                        |
| Skenderović 90’ | Marcatori | 15’ Costly 88’ Schmidt |

| Arbitro: | Hildenbrand |

|                                            |           |            |
| Schmidt 3’ Kraulich 26’ (aut.) Hawkins 90’ | Marcatori | 30’ Pourié |

| Arbitro: | Ballweg |

|  |           |                                   |
|  | Marcatori | 9’ Testroet 22’ Kopacz 50’ Costly |

| Arbitro: | Schwengers |

|                    |           |                                  |
| Testroet 7’ (rig.) | Marcatori | 3’ Becker 31’ Handle 68’ Philipp |

| Arbitro: | Brombacher |

|                          |           |               |
| Ochojski 34’ Stöcker 78’ | Marcatori | 23’ Doumbouya |

| Arbitro: | Oldhafer |

|          |           |  |
| Bech 83’ | Marcatori |  |

| Arbitro: | Stegemann |

|  |           |                 |
|  | Marcatori | 59’ Brackelmann |

| Arbitro: | Hartmann |

|           |           |                               |
| Butler 8’ | Marcatori | 45’ Jonjic 67’ (rig.) Nəzərov |

| Arbitro: | Winter |

|                                                        |           |                                      |
| Schnellbacher 17’ Jacobsen 23’ (rig.), 25’, 73’ (rig.) | Marcatori | 41’ Butler 52’ Dittgen 90’ Doumbouya |

#### Girone di ritorno
| Arbitro: | Waschitzki-Günther |

|             |           |  |
| Ziereis 17’ | Marcatori |  |

| Arbitro: | Hempel |

|              |           |                      |
| Testroet 53’ | Marcatori | 40’ Dams 42’ Njinmah |

| Arbitro: | Burda |

|                 |           |                                          |
| Brackelmann 19’ | Marcatori | 2’, 45’ Engelhardt 27’ Köhler 73’ Traoré |

| Arbitro: | Schlager |

|                                           |           |                                |
| Kerber 8’ Günther-Schmidt 10’ Rabihic 54’ | Marcatori | 1’, 68’, 80’ Bech 51’ Testroet |

| Arbitro: | Bickel |

|             |           |                |
| Hawkins 90’ | Marcatori | 80’ Harenbrock |

| Arbitro: | Alt |

|                                            |           |              |
| Hollerbach 13’, 20’, 47’ Froese 84’ (rig.) | Marcatori | 24’ Testroet |

| Arbitro: | Weisbach |

|  |           |            |
|  | Marcatori | 87’ Wagner |

| Arbitro: | Benen |

|                                     |           |                           |
| Bahn 32’, 88’ (rig.) Martinovic 54’ | Marcatori | 56’ Schmidt 90’ Sulejmani |

| Arbitro: | Badstübner |

|                        |           |                                |
| Linsmayer 5’ Nduka 61’ | Marcatori | 10’ Will 40’ Arslan 58’ Lemmer |

| Arbitro: | Sather |

|                           |           |  |
| Ziegele 89’ Schneider 90’ | Marcatori |  |

| Arbitro: | Cortus |

|              |           |                      |
| Testroet 73’ | Marcatori | 16’, 34’ Lex 49’ Bär |

| Arbitro: | Greif |

|  |           |                                    |
|  | Marcatori | 62’ Schmidt 75’ Doumbouya 90’ Bech |

| Arbitro: | Gansloweit |

|  |           |                             |
|  | Marcatori | 3’ Deichmann 17’ Hasenhüttl |

| Arbitro: | Jürgensen |

|                                   |           |             |
| Meißner 8’ Becker 78’ Philipp 82’ | Marcatori | 72’ Schmidt |

| Arbitro: | Eckermann |

|                                              |           |          |
| Bech 6’ (rig.) Civeja 17’ Schmidt 82’ (rig.) | Marcatori | 70’ Otto |

| Arbitro: | Hildenbrand |

|                   |           |  |
| Franke 51’ (aut.) | Marcatori |  |

| Arbitro: | Fuchs |

|                        |           |  |
| Civeja 42’ Schmidt 58’ | Marcatori |  |

| Arbitro: | Eckermann |

|  |           |                           |
|  | Marcatori | 23’ Schmidt 24’, 31’ Bech |

| Arbitro: | Hanslbauer |

|               |           |                          |
| Doumbouya 49’ | Marcatori | 4’ Rochelt 53’ Woltemade |

### Coppa di Germania
| Arbitro: | Hartmann |

|  |           |                                        |
|  | Marcatori | 15’ Tietz 42’ (rig.) Kempe 84’ Warming |

### Coppa Baviera
| 26 luglio 2022, ore 18:30 CEST Primo turno | SpVgg Hessdorf | 0 – 3 | Ingolstadt 04 |  |

| 16 agosto 2022, ore 18:00 CEST Secondo turno | Ingolstadt 04 | 3 – 0 | Türkspor Augusta |  |

| 6 settembre 2022, ore 17:30 CEST Ottavi di finale | Schalding-Heining | 0 – 3 | Ingolstadt 04 |  |

| 27 settembre 2022, ore 16:30 CEST Quarti di finale | VfB Eichstätt        | ? – ? | Ingolstadt 04 |  |
| \| \| \| \| \| \| Tiri di rigore 4 – 5 \| \|       |                      |       |               |  |
|                                                    |                      |       |               |  |
|                                                    | Tiri di rigore 4 – 5 |       |               |  |

| 12 aprile 2023, ore 19:00 CEST Semifinale | ATSV Erlangen | 0 – 2 | Ingolstadt 04 |  |

| 3 giugno 2023, ore 16:45 CEST Finale         | Ingolstadt 04        | ? – ? | Illertissen |  |
| \| \| \| \| \| \| Tiri di rigore 3 – 4 \| \| |                      |       |             |  |
|                                              |                      |       |             |  |
|                                              | Tiri di rigore 3 – 4 |       |             |  |

## Statistiche

### Statistiche di squadra
| Competizione      | Punti | In casa | In casa | In casa | In casa | In casa | In casa | In trasferta | In trasferta | In trasferta | In trasferta | In trasferta | In trasferta | Totale | Totale | Totale | Totale | Totale | Totale | DR  |
| Competizione      | Punti | G       | V       | N       | P       | Gf      | Gs      | G            | V            | N            | P            | Gf           | Gs           | G      | V      | N      | P      | Gf     | Gs     | DR  |
| ----------------- | ----- | ------- | ------- | ------- | ------- | ------- | ------- | ------------ | ------------ | ------------ | ------------ | ------------ | ------------ | ------ | ------ | ------ | ------ | ------ | ------ | --- |
| 3. Liga           | 47    | 19      | 6       | 3       | 10      | 22      | 28      | 19           | 8            | 2            | 9            | 32           | 28           | 38     | 14     | 5      | 19     | 54     | 56     | -2  |
| Coppa di Germania | -     | 1       | 0       | 0       | 1       | 0       | 3       | 0            | 0            | 0            | 0            | 0            | 0            | 1      | 0      | 0      | 1      | 0      | 3      | -3  |
| Coppa Baviera     | -     | 2       | 1       | 1       | 0       | 3       | 0       | 4            | 3            | 1            | 0            | 8            | 0            | 6      | 4      | 2      | 0      | 11     | 0      | +11 |
| Totale            | 47    | 22      | 7       | 4       | 11      | 25      | 31      | 23           | 11           | 3            | 9            | 40           | 28           | 45     | 18     | 7      | 20     | 65     | 59     | +6  |

### Andamento in campionato
| Giornata  | 1 | 2 | 3 | 4 | 5 | 6 | 7 | 8 | 9 | 10 | 11 | 12 | 13 | 14 | 15 | 16 | 17 | 18 | 19 | 20 | 21 | 22 | 23 | 24 | 25 | 26 | 27 | 28 | 29 | 30 | 31 | 32 | 33 | 34 | 35 | 36 | 37 | 38 |
| --------- | - | - | - | - | - | - | - | - | - | -- | -- | -- | -- | -- | -- | -- | -- | -- | -- | -- | -- | -- | -- | -- | -- | -- | -- | -- | -- | -- | -- | -- | -- | -- | -- | -- | -- | -- |
| Luogo     | C | T | T | C | T | C | T | C | T | C  | T  | C  | T  | C  | T  | C  | T  | C  | T  | T  | C  | C  | T  | C  | T  | C  | T  | C  | T  | C  | T  | C  | T  | C  | T  | C  | T  | C  |
| Risultato | V | V | V | N | N | P | P | V | N | N  | V  | V  | V  | P  | P  | V  | V  | P  | P  | P  | P  | P  | V  | N  | P  | P  | P  | P  | P  | P  | V  | P  | P  | V  | P  | V  | V  | P  |
| Posizione | 5 | 1 | 2 | 2 | 3 | 6 | 8 | 7 | 8 | 7  | 5  | 4  | 3  | 4  | 6  | 6  | 4  | 5  | 7  | 7  | 9  | 9  | 9  | 9  | 9  | 11 | 12 | 12 | 13 | 14 | 12 | 12 | 14 | 13 | 14 | 12 | 11 | 11 |

Legenda:

Luogo: C = Casa; T = Trasferta. Risultato: V = Vittoria; N = Pareggio; P = Sconfitta.

### Statistiche dei giocatori
| Giocatore      | 3. Liga  | 3. Liga | 3. Liga     | 3. Liga    | Coppa di Germania | Coppa di Germania | Coppa di Germania | Coppa di Germania | Totale   | Totale | Totale      | Totale     |
| Giocatore      | Presenze | Reti    | Ammonizioni | Espulsioni | Presenze          | Reti              | Ammonizioni       | Espulsioni        | Presenze | Reti   | Ammonizioni | Espulsioni |
| -------------- | -------- | ------- | ----------- | ---------- | ----------------- | ----------------- | ----------------- | ----------------- | -------- | ------ | ----------- | ---------- |
| N. Antonitsch  | 3        | 0       | 0           | 1          | 1                 | 0                 | 0                 | 0                 | 4        | 0      | 0           | 1          |
| T. Bech        | 35       | 13      | 5           | 0          | 0                 | 0                 | 0                 | 0                 | 35       | 13     | 5           | 0          |
| C. Brackelmann | 28       | 2       | 4           | 1          | 1                 | 0                 | 0                 | 0                 | 29       | 2      | 4           | 1          |
| J. Butler      | 29       | 2       | 4           | 0          | 1                 | 0                 | 0                 | 0                 | 30       | 2      | 4           | 0          |
| E. Bösl        | 0        | 0       | 0           | 0          | 0                 | 0                 | 0                 | 0                 | 0        | 0      | 0           | 0          |
| T. Civeja      | 13       | 2       | 1           | 0          | 0                 | 0                 | 0                 | 0                 | 13       | 2      | 1           | 0          |
| M. Costly      | 33       | 2       | 7           | 0          | 1                 | 0                 | 0                 | 0                 | 34       | 2      | 7           | 0          |
| M. Dehler      | 0        | 0       | 0           | 0          | 0                 | 0                 | 0                 | 0                 | 0        | 0      | 0           | 0          |
| M. Dittgen     | 5        | 1       | 0           | 0          | 0                 | 0                 | 0                 | 0                 | 5        | 1      | 0           | 0          |
| M. Doumbouya   | 31       | 4       | 4           | 0          | 1                 | 0                 | 0                 | 0                 | 32       | 4      | 4           | 0          |
| D. Franke      | 30       | 0       | 4           | 1          | 1                 | 0                 | 0                 | 0                 | 31       | 0      | 4           | 1          |
| M. Funk        | 36       | 0       | 2           | 0          | 0                 | 0                 | 0                 | 0                 | 36       | 0      | 2           | 0          |
| J. Hawkins     | 25       | 2       | 2           | 0          | 1                 | 0                 | 0                 | 0                 | 26       | 2      | 2           | 0          |
| F. Keidel      | 14       | 0       | 3           | 0          | 0                 | 0                 | 0                 | 0                 | 14       | 0      | 3           | 0          |
| D. Kopacz      | 21       | 1       | 7           | 0          | 0                 | 0                 | 0                 | 0                 | 21       | 1      | 7           | 0          |
| J. Krupa       | 4        | 0       | 0           | 0          | 0                 | 0                 | 0                 | 0                 | 4        | 0      | 0           | 0          |
| D. Linsmayer   | 27       | 1       | 5           | 0          | 1                 | 0                 | 0                 | 0                 | 28       | 1      | 5           | 0          |
| A. Llugiqi     | 21       | 0       | 1           | 0          | 1                 | 0                 | 0                 | 0                 | 22       | 0      | 1           | 0          |
| V. Musliu      | 25       | 0       | 11          | 0          | 0                 | 0                 | 0                 | 0                 | 25       | 0      | 11          | 0          |
| D. Nduka       | 11       | 1       | 3           | 0          | 0                 | 0                 | 0                 | 0                 | 11       | 1      | 3           | 0          |
| M. Neuberger   | 8        | 0       | 3           | 0          | 0                 | 0                 | 0                 | 0                 | 8        | 0      | 3           | 0          |
| M. Ponath      | 2        | 0       | 0           | 0          | 1                 | 0                 | 1                 | 0                 | 3        | 0      | 1           | 0          |
| R. Preißinger  | 22       | 0       | 6           | 2          | 0                 | 0                 | 0                 | 0                 | 22       | 0      | 6           | 2          |
| T. Rausch      | 8        | 0       | 0           | 0          | 0                 | 0                 | 0                 | 0                 | 8        | 0      | 0           | 0          |
| M. Röhl        | 4        | 2       | 2           | 0          | 1                 | 0                 | 1                 | 0                 | 5        | 2      | 3           | 0          |
| H. Sarpei      | 30       | 1       | 5           | 0          | 1                 | 0                 | 0                 | 0                 | 31       | 1      | 5           | 0          |
| P. Schmidt     | 34       | 10      | 4           | 0          | 1                 | 0                 | 1                 | 0                 | 35       | 10     | 5           | 0          |
| T. Schröck     | 22       | 0       | 7           | 0          | 1                 | 0                 | 0                 | 0                 | 23       | 0      | 7           | 0          |
| N. Stevanović  | 9        | 0       | 0           | 0          | 0                 | 0                 | 0                 | 0                 | 9        | 0      | 0           | 0          |
| V. Sulejmani   | 13       | 1       | 0           | 1          | 1                 | 0                 | 0                 | 0                 | 14       | 1      | 0           | 1          |
| P. Testroet    | 31       | 8       | 1           | 0          | 1                 | 0                 | 0                 | 0                 | 32       | 8      | 1           | 0          |
| D. Udogu       | 7        | 0       | 0           | 0          | 0                 | 0                 | 0                 | 0                 | 7        | 0      | 0           | 0          |